# Xuanfeng (köpinghuvudort i Kina, Jiangxi Sheng, lat 27,70, long 114,12)
Xuanfeng är en köpinghuvudort i Kina. Den ligger i provinsen Jiangxi, i den sydöstra delen av landet, omkring 200 kilometer sydväst om provinshuvudstaden Nanchang. Antalet invånare är 31 639. Befolkningen består av 15 718 kvinnor och 15 921 män. Barn under 15 år utgör 24,0 %, vuxna 15-64 år 66 %, och äldre över 65 år 9,0 %.
Runt Xuanfeng är det tätbefolkat, med 286 invånare per kvadratkilometer. Närmaste större samhälle är Xicun, 11,6 km nordost om Xuanfeng. Trakten runt Xuanfeng består till största delen av jordbruksmark.
Genomsnittlig årsnederbörd är 2 270 millimeter. Den regnigaste månaden är maj, med i genomsnitt 375 mm nederbörd, och den torraste är oktober, med 33 mm nederbörd.